# Alphabet africain de référence
Pour les articles homonymes, voir ARA.
L'alphabet africain de référence (ARA) est un alphabet fondé sur l'alphabet latin, proposé à la réunion de Niamey, organisé par l’UNESCO, au Niger en 1978. Il est fondé sur l’alphabet international africain avec l’ajout de plusieurs nouveaux caractères. Il a été modifié en 1982.
La réunion de Niamey recommanda l'usage d'une lettre avec ou sans accents diacritiques pour représenter un phonème au lieu de digramme ou trigramme.

## Caractères (1978)

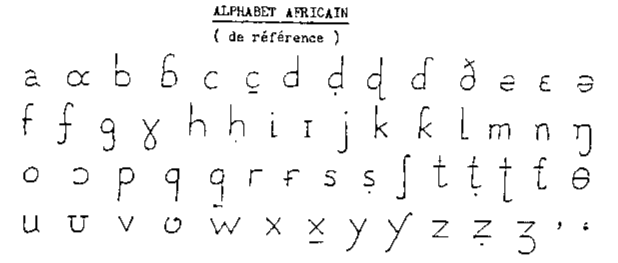
Alphabet africain de référence avec des caractères manuscrits.
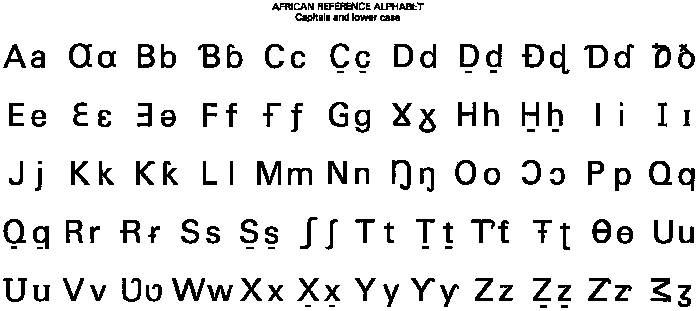
Alphabet africain de référence avec des caractères imprimés.

La version de 1978 comprend 57 caractères dans la version française et 56 dans la version anglaise.
| minuscule | a | ɑ | b | ɓ | c | c̱ | d | ḍ | ɖ | ɗ | ð |   |
| majuscule | A | Ɑ | B | Ɓ | C | C̱ | D | Ḍ | Ɖ | Ɗ | Ð |   |
| minuscule | e | ɛ | ǝ | f | ƒ | g | ɣ | h | ḥ | i | ɪ |   |
| majuscule | E | Ɛ | Ǝ | F | Ƒ | G | Ɣ | H | Ḥ | I | Ɪ |   |
| minuscule | j | k | ƙ | l | m | n | ŋ | o | ɔ | p | q |   |
| majuscule | J | K | Ƙ | L | M | N | Ŋ | O | Ɔ | P | Q |   |
| minuscule | q̱ | r | ɍ | s | ṣ | ʃ | t | ṭ | ƭ | ʈ | ɵ | u |
| majuscule | Q̱ | R | Ɍ | S | Ṣ | Ʃ | T | Ṭ | Ƭ | Ʈ | Ɵ | U |
| minuscule | ʊ | v | ʋ | w | x | x̱ | y | ƴ | z | ẓ | z̛ | ʒ |
| majuscule | Ʊ | V | Ʋ | W | X | X̱ | Y | Ƴ | Z | Ẓ | Z̛ | Ʒ |

Remarques :
- les caractères  majuscule et minuscule n'ont jamais été codés ;
- le caractère majuscule de ɪ est codé depuis Unicode 9.0.0, dans l’alphabet phonétique international, ‹ ɪ › a aussi été écrit avec iota ‹ ɩ › ;
- le caractère Ʃ (majuscule de ʃ) a la forme de la minuscule dans le document ;
- le caractère ɖ (minuscule de Ð) a une forme différente du eth minuscule islandais (ð) ;
- les caractères Ʊ et ʊ ont la forme d’un U majuscule avec empattements U ᴜ ;
- les lettres de la pharyngale ḥ et des consonnes pharyngalisées ḍ, ṭ, ṣ, ẓ sont présentées comme ẖ et ḏ, ṯ, s̱, ẕ dans le tableau final de l’alphabet.

## Caractères (1982)
La version de 1982, révisée par Michael Mann et David Dalby, a pour particularité d'éliminer les majuscules et ne comprend que 60 minuscules.
| a | ɑ | ʌ   | b | ɓ | c | ꞇ | ç | d | ɗ | ɖ | đ | e | ɛ | ǝ |
| f | ƒ | g   | ɠ | ɣ | h | ɦ | i | ɩ | j | ɟ | k | ƙ | l | λ |
| m | n | ~/ɴ | ŋ | ɲ | o | ɔ | p | ƥ | q | r | ɽ | s | ʃ | t |
| ƭ | ʈ | θ   | u | ꞷ | v | ʋ | w | x | y | ƴ | z | ʒ | ƹ | ʔ |

|  | caractères inusités |

La lettre ꞇ est inspiré du t insulaire et complète la série de lettres de consonnes éjectives ƥ, ꞇ, ƭ, ƙ, en pratique la lettre ƈ est plutôt utilisée.

## Autres caractères
Plusieurs caractères semblent être d'usage mais ne sont pas inclus dans la dernière version de l'alphabet africain de référence :
| ʼ | ɨ | ø | ʉ | ɥ |

De plus, les combinaisons accentuées ne sont pas indiquées.